# Laval Nugent von Westmeath
Laval Graf Nugent von Westmeath (ur. 3 listopada 1777 w Ballynacor, zm. 13 stycznia 1862 w Bosiljevie) – oficer Armii Cesarstwa Austriackiego w stopniu feldmarszałka.

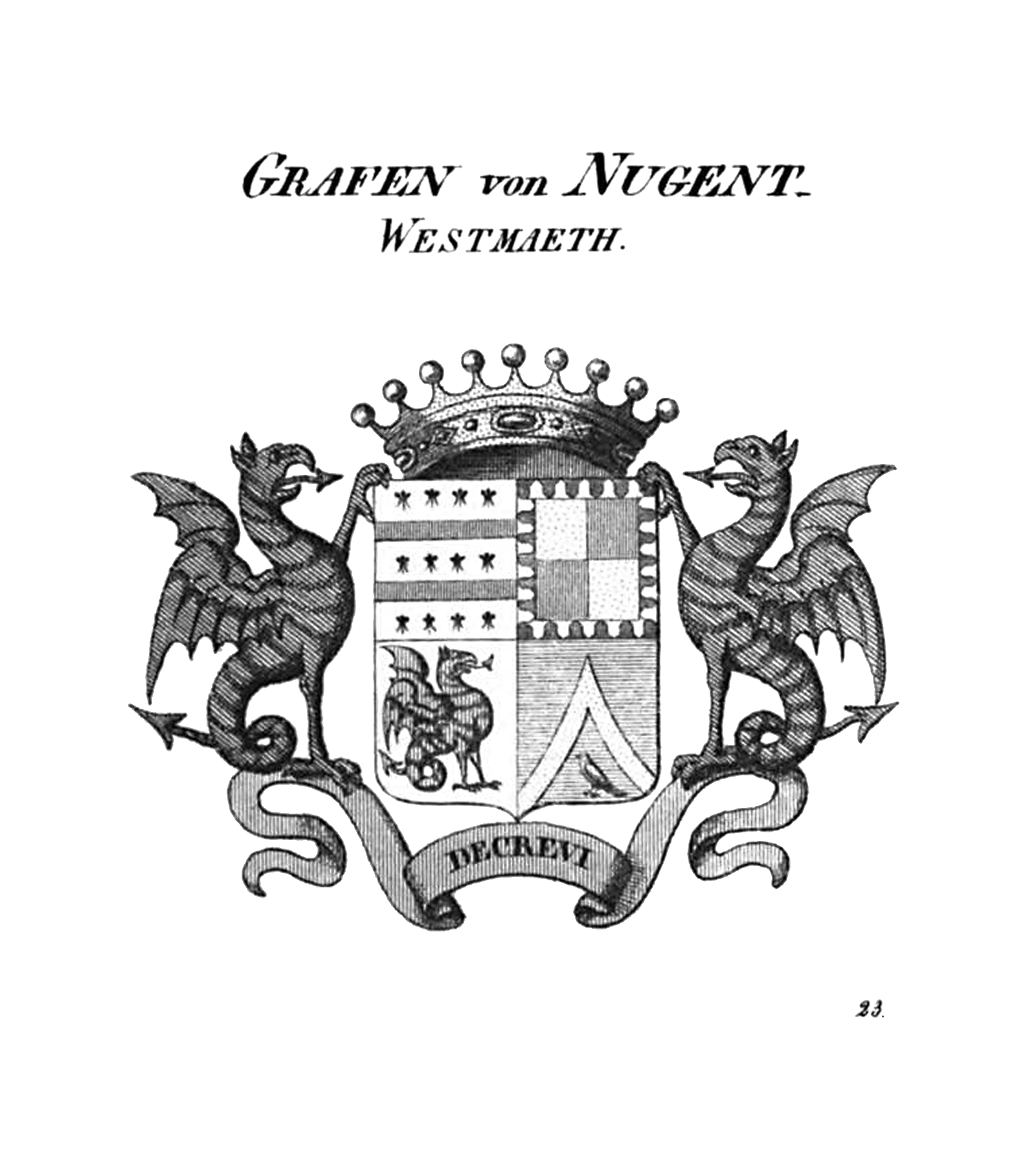
Herb Grafa Nugenta von Westmeath.

## Życiorys
W 1793 roku wstąpił do korpusu inżynieryjnego Armii Cesarstwa Austriackiego i służył w nim do 1799 roku, kiedy po awansie na kapitana został członkiem sztabu kwatermistrza generalnego we Włoszech. Uczestniczył w walkach II koalicji antyfrancuskiej we Włoszech, w tym w starciach pod Turynem i Savoną. Za zasługi został odznaczony Orderem Marii Teresy w stopniu kawalera. Jako podpułkownik (niem. Oberstlieutnant) walczył w bitwie pod Caldiero. W 1807 roku otrzymał stopień pułkownika (niem. Oberst) i objął dowództwo nad 61. Pułkiem Piechoty. Dwa lata później, w stopniu generała majora (niem. Generalmajor),  po utworzeniu V koalicji antyfrancuskiej, towarzyszył arcyksięciu Janowi, jako jego szef sztabu. W 1812 roku cesarz Franciszek II oddelegował go na stanowisko obserwatora przy armii brytyjskiej walczącej na Półwyspie Iberysjskim. Jednak po roku powrócił do kraju i zajął się mobilizacją ludności Chorwacji do walki z Eugeniuszem de Beauharnais. Doprowadził od wycofania się Włochów z Istrii i zdobył Triest. Na początku 1814 roku stanął na czele oddziałów walczących na Półwyspie Apenińskim i wyparł przeciwnika z Modeny i Parmy. Po awansie na marszałka polnego porucznika (niem. Feldmarschalleutnant) w 1815 roku, służył po rozkazami Vincenta von Bianchi, z którym zdobył Rzym, za co został podniesiony przez papieża Pius VII do ranki Księcia Rzymu. W 1817 roku znalazł się na służbie u władcy Królestwa Obojga Sycylii Ferdynanda I, jednak już w 1820 roku powrócił do służby w armii austriackiej. W 1829 został mianowany komendantem wybrzeża Adriatyku. W 1838 roku otrzymał awans na stopień generała artylerii (niem. Feldzeugmeister) i objął dowództwo nad jednostkami na Śląsku i Morawach. Po wybuchu wojny z Piemontem stanął na czele korpusu, który ruszył na pomoc marszałkowi Josephowi Radetzky'emu. Podczas kampanii we Włoszech ciężko zachorował i musiał zrezygnować z dowództwa. Po rekonwalescencji uczestniczył w pacyfikacji powstania węgierskiego, służąc pod rozkazami Josipa Josip Jelačića. Dowodzone przez niego oddziału zajęły Osijek oraz walczyły w rejonie Komarny. W 1849 roku został mianowany marszałkiem polnym (niem. Feldmarschall). Po wybuchu wojny francusko austriackiej, w wieku 82 lat powrócił do służby jako ochotnik i uczestniczył między innymi w bitwie pod Solferino. Do śmierci, w 1862 roku, pozostawał szefem 30. Pułku Piechoty. 

## Odznaczenia
Odznaczenia Grafa Nugenta von Westmeath to między innymi:
- Order Złotego Runa
- Krzyż Wielki Orderu Leopolda
- Kawaler Orderu Korony Żelaznej I klasy
- Komandor Orderu Marii Teresy
- Order Świętego Andrzeja (Imperium Rosyjskie)
- Order Świętego Aleksandra Newskiego (Imperium Rosyjskie)
- Cesarski i Królewski Order Orła Białego (Imperium Rosyjskie)
- Order Świętej Anny I klasy (Imperium Rosyjskie)
- Krzyż Komandorski Orderu Łaźni (Wielka Brytania)
- Krzyż Wielki Orderu Gwelfów (Hanower)
- Krzyż Wielki Orderu Świętego Ferdynanda (Sycylia)
- Krzyż Wielki Orderu Świętego Jerzego od Połączenia (Sycylia)
- Kawaler Krzyża Wielkiego Orderu Świętych Maurycego i Łazarza (Sardynia)
- Krzyż Wielki Orderu Świętego Józefa (Toskania)
- Krzyż Wielki Orderu Orła Esteńskiego (Modena)